# (6384) Kervin
(6384) Kervin es un asteroide perteneciente al cinturón interior de asteroides, región del sistema solar que se encuentra entre las órbitas de Marte y Júpiter.
Fue descubierto el 3 de enero de 1989 por Eleanor F. Helin  desde el Observatorio Palomar.

## Designación y nombre
Designado provisionalmente como 1989 AM, fue nombrado en honor a Paul W. Kervin, científico jefe de la Estación Óptica de Maui de la Fuerza Aérea del Laboratorio Phillips (AMOS). Ha desempeñado un papel destacado en el establecimiento y la realización del programa JPL/AMOS, que se centra principalmente en obtener observaciones de seguimiento cruciales de planetas cercanos a la Tierra y otros planetas menores interesantes. Antes de llegar a AMOS, fue el científico jefe del Relay Mirror Experiment, que recibió el premio SPIE Technology Achievement Award en 1991.

## Características orbitales
(6384) Kervin está situado a una distancia media del Sol de 1,936 ua, pudiendo alejarse hasta 2,085 ua y acercarse hasta 1,788 ua. Su excentricidad es 0,077 y la inclinación orbital 26,286 grados. Emplea 984,18 días en completar una órbita alrededor del Sol.
Pertenece a la familia de asteroides de (434) Hungaria.

## Características físicas
La magnitud absoluta de (6384) Kervin es 13,84. Tiene 3,739 km de diámetro y su albedo se estima en 0,503.

## Satélites
(6384) Kervin posee un satélite descubierto en el año 2015 que todavía no ha recibido denominación.